# Hannah Kilham

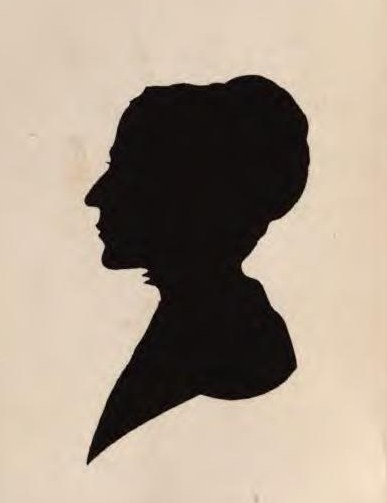
Hannah Kilham, Scherenschnitt-Porträt

Hannah Kilham (* 12. August 1774 in Sheffield; † 31. März 1832, geborene Hannah Spurr) war eine englische Methodistin und Quäkerin, die als Missionarin und Linguistin in Westafrika wirkte. Außerdem war sie Lehrerin und philanthropische Aktivistin in England und Irland.

## Leben
Hannah Spurr war das siebte Kind von Peter und Hannah Spurr. Der Vater war im Handel tätig. Hannah wuchs in der Church of England auf und durfte die frühen Morgengottesdienste von John Wesley besuchen. Als sie zwölf Jahre alt war, starb ihre Mutter und sie musste die Rolle der Hausfrau übernehmen für ihren Vater und fünf Brüder. Zwei Jahre später starb auch ihr Vater und sie wurde in ein Internat in Chesterfield geschickt. Im Alter von 20 schloss sie sich den Wesleyanern an.
Am 12. April 1798 wurde Spurr mit Alexander Kilham, dem Gründer der Methodist New Connexion, verheiratet. Sie war seine zweite Frau und er starb acht Monate später (20. Dezember 1798) in Nottingham. Hannah Kilham eröffnete eine Tagesschule in Nottingham und verbrachte ihre Urlaube in Epworth, dem früheren Wohnort ihres Ehemanns. Dort lernte sie die Quäker kennen und schloss sich 1802 der Society of Friends an.

### Aktivistentätigkeit und Mission
Schon in Sheffield begann Kilham eine philanthropische Arbeit. Neben dem Unterricht gründete sie eine Society for the Bettering of the Condition of the Poor, ein Modell, das bald andernorts nachgeahmt wurde.
1817 begann Kilham eine Arbeit über schriftlose Sprachen in Westafrika mit dem Ziel, das Christentum zu verbreiten. Sie erstellte eine Elementargrammatik für die Kinder in Missionsschulen in Sierra Leone. Von zwei afrikanischen Seeleuten, die in Tottenham ausgebildet wurden, erlernte sie Jaloof (Wolof) und Mandingo (Mandinka) und veröffentlichte 1820 anonym die First Lessons in Jaloof. Sie veranlasste die Society of Friends dazu, ein inoffizielles African Instruction Fund Committee zu bilden, das von 1819 bis 1825 existierte und bereits damals Beteiligung durch Frauen zuließ. Das Committee, zu dem auch William Allen und Luke Howard gehörten, sandte als Vorreiter William Singleton nach Westafrika.

### Erste Afrikareise
Im Oktober 1823 unternahm Kilham unter der Aufsicht des Committee for promoting African Instruction eine Afrikareise. Sie segelte mit drei Quäker-Missionaren und den zwei afrikanischen Seeleuten nach St. Mary’s (= Bakau) in Gambia. Hier richtete sie eine Schule ein und unterrichtete in Wolof. Auch in Sierra Leone unterrichtete sie. Kilham hatte in Sierra Leone eine irische Assistentin, Ann Thompson aus Cooladine.
Im Juli 1824 kehrte sie nach England zurück um dem Committee Bericht zu erstatten.
1826 arbeitet sie in Spitalfields (East End of London) zu Ausbildungs-, Arbeits- und Gesundheitsfragen. Sie engagierte sogar den Pathologen Thomas Hodgkin um die grassierenden Krankheiten einzudämmen, was jedoch kaum Erfolg hatte.
Dann ging Kilham nach Irland und verbrachte einige Monate bei der British and Irish Ladies’ Society for famine relief (Nahrungsmittelhilfe).

### Zweite Afrikareise
Am 11. November 1827 segelte Kilham erneut nach Sierra Leone und führte zahlreiche Traktate mit (African School Tracts. London 1827), die sie selbst publiziert hatte. Sie besuchte Freetown und die umliegenden Dörfer; dabei erstellte sie innerhalb von zwei oder drei Monaten Wortlisten in 25 Sprachen. Aus Gesundheitsgründen kehrte sie nach England zurück.

„Große, weite, gefährliche Reisen sind jetzt so häufig, daß sie nicht mehr in Verwunderung setzen. Auch Frauenzimmer nehmen daran Theil. Eine Engländerinn Miß Hannah Kilham hat sich Afrika zum Ziel – nicht ihrer Neugierde, sondern ihres Wirkens – genommen. Zum zweyten Mahle geht sie jetzt dahin. Sie kennt bereits die Sprachen der Schwarzen so genau, daß sie zu ihrem eigenen und anderer Gebrauch darüber zwey Wörterbücher hat verfertigen können. Zu Sierra Leone will sie eine Schule errichten, und die christliche Religion unter die Neger von dort aus mit verbreiten helfen.“

### Dritte Afrikareise und Tod
Am 17. Oktober 1830 begab Kilham sich jedoch erneut nach Free Town. Sie hatte vom Gouverneur die Erlaubnis erhalten, sich um „recaptive children“ zu kümmern, die von Sklavenschiffen gerettet worden waren.  Dann reiste sie wieder nach Liberia, besuchte Schulen in Monrovia und traf Vorbereitungen um einige afrikanische Kinder zur Ausbildung nach England zu schicken. Um den 23. Februar 1832 schiffte sie sich ein nach Sierra Leone. Sie starb auf See am 31. März 1832.

## Werke
- Scripture Selections. London 1817.
- Lessons on Language. 1818.
- Family Maxims. 1818.
- First Lessons in Spelling. 1818.
- Report on a Recent Visit to Africa. 1827.
- The Claims of West Africa to Christian Instruction. 1830.[2]

Hannah Kilhams Memoiren und Tagebücher wurden 1837 von ihrer Stieftochter Sarah Biller (geb. Kilham) publiziert. Diese unterhielt eine Schule in der Tradition von Joseph Lancaster in Sankt Petersburg. Eine Auswahl von Hannah Kilhams Werken wurde als Writings on Education in West Africa 2010 neu herausgegeben.